# Medveđak
Le Medveđak est un sommet du massif montagneux de Lička Plješivica appartenant à la chaîne des Alpes dinariques. Situé en Croatie, à l'est du parc national des lacs de Plitvice, il culmine à 889 mètres d’altitude.